# Betegségek nemzetközi osztályozása
 A BNO-kódrendszer hivatalos nemzetközi forrása az Egészségügyi Világszervezet (WHO) honlapja; az ÁEEK által finanszírozott egészségügyi ellátások tekintetében az aeek.hu az irányadó!
A BNO az egészségügyben használt, a betegségek nemzetközi osztályozására szolgáló kódrendszer rövidítése. 
A nemzetközi szakirodalom a kódrendszert ICD-nek rövidíti (The International Statistical Classification of Diseases and Related Health Problems).
Kialakításának az volt a célja, hogy bármelyik országban megbetegedett, illetve sérülést szerzett személy diagnózisát egységes kódrendszer alapján lehessen besorolni. A szabványos kódolás alapján a különféle statisztikákat, országjelentéseket egységes kódolás alapján lehet összehasonlítani.

## Története
A betegségek nemzetközi osztályozása (ICD – International Classification of Diseases) több mint egy évszázados múltra tekint vissza. Alapját az 1893-ban elkészült Bertillon-féle osztályozás képezte, amelyet az International Statistical Institute (ISI) dolgozott ki. Az osztályozási rendszer azóta többszöri revízión ment keresztül, elsősorban a betegségek pontosabb megfogalmazása, valamint új kórképek megjelenése miatt.
1948-ban a hatodik revíziót már az Egészségügyi Világszervezet (WHO) felügyelete alatt dolgozták ki. A szervezet azóta is gondozza és folyamatosan korszerűsíti az osztályozást. A 10. kiadás (ICD–10) előkészítése 1983-ban kezdődött, ekkor tartották Genfben az előkészítő értekezletet. A revízió javaslatát 1984-ben és 1986-ban publikálták világszerte. Az észrevételek alapján a végleges változatot 1989. szeptember 26. és október 2. között fogadták el Genfben, egy olyan nemzetközi konferencián, ahol 43 ország – köztük Magyarország – képviselői is jelen voltak. A tagállamok 1993. január 1-jétől léptették életbe az új rendszert.
Magyarországon a BNO alkalmazása a 9/1993. (IV. 2.) NM rendelettel kezdődött meg, majd a 10. kiadást a 42/1995. (XI. 14.) NM rendelet vezette be, amely 1996. január 1-jén lépett hatályba.
A WHO 2018. június 18-án kiadta a BNO 11. kiadását, amelyet a közgyűlés 2019. május 25-én fogadott el, és a tagállamok döntése alapján 2022. január 1-jén lépett hatályba. 2025-ben Magyarországon továbbra is a BNO 10. kiadása van érvényben. Az Országos Egészségbiztosítási Pénztár (OEP), majd 2017-től annak jogutódja, a Nemzeti Egészségbiztosítási Alapkezelő (NEAK) ezen kódrendszer alapján finanszírozza az állami egészségügyi ellátások jelentős részét.
Sajnos a magyar fordítás nem következetes. Emiatt a több ezer kód közül a ritkább diagnózisok kódjait az egészségügyi ellátórendszer dolgozói nehezen tudják megtalálni.

## Használata
- Általában a kiadott leletre, beutalóra és zárójelentésre nemcsak szövegesen, hanem kódolva is megadják a diagnózis kódját.
- 2006. október 16-ától társadalombiztosítási támogatással csak úgy rendelhető gyógyszer, ha a receptre a páciens diagnóziskódját is feltüntették. [6] Ezt a rendelkezést az Alkotmánybíróság 29/2009-es határozata 2009. december 31-i határidővel megszüntette.
- Fekvőbeteg-ellátás esetén a beírt diagnózis a finanszírozás egyik alapja.
- Éves statisztikai adatgyűjtéseknél általában ezt a kódolást használják.

## Felépítése
A WHO (World Health Organization, Egészségügyi Világszervezet) által kiadott BNO-kódrendszerben a kódok négykarakteresek. Az első karakter betű, majd következik két szám. Ez a három karakter határozza meg nemzetközi statisztikában használt betegségkategóriákat, amelyeket az esetek többségében egy negyedik karakter kisebb egységekre bont. (A negyedik karaktert az első háromtól pont választja el). Az WHO megengedi, illetve ajánlja, hogy az egyes országok az ötödik karakteren további alábontásokat alkalmazzanak. Általában a negyedik pozíción a „.8”-as jel az egyéb állapotot jelöli, míg a „.9” a háromkarakteres tétel címének felel meg, de minden további információ nélkül.
Magyarországon a közfinanszírozott ellátások jelentési rendszerében olyan kódtörzset használnak, amely minden esetben 5 karakter hosszú, nem tartalmazza a harmadik karakter utáni pontot; ahol nincs az ötödik (vagy ritkán a negyedik) karakteren aláosztás, ott a hiányzó pozíciókat '0'-val vagy 'H0'-val töltik fel. A finanszírozási szabályok elvárása miatt sok esetben felhasználják mind az öt karaktert. 
Az eredeti WHO-rendszer az első karakteren az U betű kivételével az angol ábécé valamennyi betűjét felhasználja. Az U betűt fenntartották olyan ideiglenes vagy csak egyes országokban használt állapotok kódolására, amelyek nem sorolhatók be semelyik hivatalos kategóriába, vagy még nem kapták meg végleges helyüket. Ezek tehát nem nemzetközi szabványos kódok. Magyarországon például az U9990-et használják a sine morbo (betegség nélkül) fogalom kódolására. 
A kódrendszer felépítése azonban ezen túlmenően is hierarchizált, azonban a magasabb egységeket a kódok nem tükrözik vissza, és ezeket az átfogó kategóriákat nem is lehet közvetlenül használni, hanem részben a tájékozódást, részben az adatok statisztikai aggregációját szolgálják. 
A hierarchia legfelső szintjét a 21 főcsoport jelenti, amelyek blokkokra bomlanak. Ezek a blokkok tartalmazzák a már említett háromkarakteres tételeket.

### Főcsoportok
Az osztályozás 21 főcsoportot tartalmaz. Ezek: 
| Sorszám | Főcsoport                                                                                                | BNO kódok |
| ------- | --- | --------- |
| 01      | BNO-10-01 – Fertőző és parazitás betegségek                                                              | A00–B99   |
| 02      | BNO-10-02 – Daganatok                                                                                    | C00–D48   |
| 03      | BNO-10-03 – A vér és a vérképző szervek betegségei és az immunrendszert érintő bizonyos rendellenességek | D50–D89   |
| 04      | BNO-10-04 – Endokrin, táplálkozási és anyagcsere betegségek                                              | E00–E90   |
| 05      | BNO-10-05 – Mentális és viselkedészavarok                                                                | F00–F99   |
| 06      | BNO-10-06 – Az idegrendszer betegségei                                                                   | G00–G99   |
| 07      | BNO-10-07 – A szem és függelékeinek betegségei                                                           | H00–H59   |
| 08      | BNO-10-08 – A fül és a csecsnyúlvány megbetegedései                                                      | H60–H95   |
| 09      | BNO-10-09 – A keringési rendszer betegségei                                                              | I00–I99   |
| 10      | BNO-10-10 – A légzőrendszer betegségei                                                                   | J00–J99   |
| 11      | BNO-10-11 – Az emésztőrendszer betegségei                                                                | K00–K93   |
| 12      | BNO-10-12 – A bőr és bőralatti szövet betegségei                                                         | L00–L99   |
| 13      | BNO-10-13 – A csont-izomrendszer és kötőszövet betegségei                                                | M00–M99   |
| 14      | BNO-10-14 – Az urogenitális rendszer megbetegedései                                                      | N00–N99   |
| 15      | BNO-10-15 – Terhesség, szülés és a gyermekágy                                                            | O00–O99   |
| 16      | BNO-10-16 – A perinatális szakban keletkező bizonyos állapotok                                           | P00–P96   |
| 17      | BNO-10-17 – Veleszületett rendellenességek, deformitások és kromoszómaabnormitások                       | Q00–Q99   |
| 18      | BNO-10-18 – Máshova nem osztályozott panaszok, tünetek és kóros klinikai és laboratóriumi leletek        | R00–R99   |
| 19      | BNO-10-19 – Sérülés, mérgezés és külső okok bizonyos egyéb következményei                                | S00–T98   |
| 20      | BNO-10-20 – A morbiditás és mortalitás külső okai                                                        | V01–Y98   |
| 21      | BNO-10-21 – Az egészségi állapotot és egészségügyi szolgálatokkal való kapcsolatot befolyásoló tényezők  | Z00–Z99   |
| (22)    | BNO-10-22 – Speciális kódok                                                                              | U00–U99   |

### Néhány betegség kódja
(Itt a kódok az OEP által finanszírozott egészségügyi szolgáltatók számára előírt változat szerint vannak megadva, amely 1 betű és négy szám. A WHO szerinti forma 1 betű, két szám, utána egy pont és még egy szám. Ezek a kódok az 5. karakter elhagyásával és a pont beszúrásával alakíthatók át a hivatalos formátumra.)
- B86H0 – Rühesség (scabies)
- E6600 – Elhízás
- F1950 – Drogok és pszichoaktív anyagok okozta pszichotikus zavarok
- F2000 – Paranoid szkizofrénia
- F3220 – Súlyos depressziós epizód
- F3410 – Disztímia (szorongás)
- F5210 – Szexuális averzió és a szexuális kapcsolat örömtelensége
- F6510 – Fetisisztikus transzvesztitizmus
- F8130 – Az iskolai készségek kevert zavara
- G35H0 – Sclerosis multiplex
- G8100 – Féloldali petyhüdt bénulás
- H2580 – Egyéb öregkori szürkehályog
- I10H0 – Magas vérnyomás betegség
- I2090 – Angina pectoris, k.m.n.
- I2590 – Idült ischaemiás szívbetegség (ISZB)
- I3510 – Az aorta (billentyű) elégtelensége
- I6180 – Agyállományi vérzés, egyéb
- I6320 – Encephalomalacia multiplex (Agyi infarktus)
- I6720 – Agyi arteriosclerosis
- I6940 – stroke (nem vérzésként vagy infarktusként jelölt)
- I7080 – Egyéb ütőerek atherosclerosisa
- I8300 – Az alsó végtagok visszértágulatai fekéllyel
- L89H0 – Decubitus fekély
- L97H0 – Alsó végtag fekélye
- M0590 – Seropositiv rheumatoid arthritis, k.m.n. (reumatikus gyulladás)
- M8100 – Osteoporosis
- S7200 – Combnyaktörés
- S8000 – Térd zúzódása
- T7420 – Nemi erőszak, abusus
- Z21H0 – HIV-pozitív, k.m.n. (panaszmentes)
- Z6150 – Probléma gyermek kárára elk. nemi zaklatásból, nem családtag részéről
- Z6300 – Házas- vagy élettárssal kapcsolatos gondok
- Z6340 – Családtag eltűnése és halála
- Z6520 – Börtönből való szabadulással kapcsolatos gondok
- Z7200 – Dohányzás
- Z7210 – Alkoholizmus
- Z7260 – Fogadás és szerencsejáték

## Néhány, a BNO finanszírozási jelentésekben történő használatára vonatkozó szabály
- Járóbeteg-ellátásban az S és T-vel kezdődő diagnózisok mellé kiegészítő diagnózist is kell írni, mely a sérülést befolyásoló tényezőt adja meg.
- Bizonyos diagnózisokat csak meghatározott életkorú páciensnek lehet megadni (például P9600 – Veleszületett veseelégtelenség maximum 1 éves korig írható fel).
- Bizonyos BNO-k csak adott nemű páciensnek írhatók fel (például O8400 – Ikerszülés, csak nőnek írható fel)
- Röntgenvizsgálatoknál nem a radiológus által fölállított, hanem a beküldő diagnózist kell jelenteni.
- Laboratóriumi vizsgálatoknál a diagnózis rögzítése nem kötelező.